# ليون آبي
ليون آبي (بالإنجليزية: Leon Alexander Abbey)‏ هو قائد فرقة ‏ أمريكي، ولد في 7 مايو 1900 في منيابولس في الولايات المتحدة، وتوفي في 15 سبتمبر 1975 في شيكاغو في الولايات المتحدة.

## روابط خارجية
- ليون آبي على موقع ميوزك برينز (الإنجليزية)
- ليون آبي على موقع أول ميوزيك (الإنجليزية)
- ليون آبي على موقع ديسكوغز (الإنجليزية)